# 2-й Старопоштовий провулок (Житомир)
2-й Старопоштовий провулок — провулок у Богунському районі міста Житомира.    

## Характеристики
Розташований на теренах історичної місцевості Видумка. Бере початок від вулиці Вільський Шлях, завершується з'єднанням із 1-м Індустріальним провулком. Довжина — 110 м. Забудова — садибна житлова, сформувалася у першій половині XX століття.   

## Історія
Чинна назва закріплена рішенням міськвиконкому у 1958 році. Назва провулка похідна від колишньої назви вулиці Вільський Шлях, з якої бере початок провулок. Вулиця Вільський Шлях у тодішніх межах міста мала назву Старопоштова вулиця. 
Станом на початок ХХ століття місцевість, де згодом сформується провулок, являла собою північно-західну околицю земель, підпорядкованих місту — межа між землями, підпорядкованими місту та селом Крошнею проходила по лінії майбутнього 1-го Індустріального провулка.